# José Villanueva Pinillos
 José C. Villanueva Pinillos (Callao, 4 de setiembre de 1895 - Lima, siglo XX) fue un militar, aviador y político peruano, que llegó al grado de general de aviación. Fue ministro de Aeronáutica de 1948 a 1951, durante el gobierno del general Manuel A. Odría, en sus dos fases: Junta de Gobierno y presidencia de la República.

## Biografía
Nació en el Callao, siendo hijo de los cajamarquinos César O. Villanueva y Natalia Pinillos. Fue hermano de Alfonso Villanueva Pinillos, educador y político. Cursó sus estudios escolares en colegios del Callao.
Ingresó a la Escuela Naval del Perú en 1912 y egresó como guardiamarina en 1918. En 1920 ingresó como alumno a la recién fundada Escuela de Hidroaviación de Ancón, integrándose así a la Aviación Naval. En 1927, ya como teniente primero, obtuvo su brevete o licencia de observador N.º 1.
Sirvió sucesivamente como director de Material (1929) y de Personal de la Marina (1930); segundo jefe de la Base Aérea de Ancón (1934); jefe de la Base Aérea de San Ramón (1936); director de la Escuela de Suboficiales del Real Felipe (1937) y de Servicios Técnicos (1940 ); y director de Administración de Aeronáutica (1941).
Fue ascendido al grado de general de aeronáutica, por decreto del Poder Ejecutivo N.º 17 de 6 de setiembre de 1948 (gobierno de José Luis Bustamante y Rivero), al que posteriormente se le dio fuerza de ley por decisión del Congreso de la República, en noviembre de 1950, ya bajo el gobierno constitucional del general Manuel A. Odría.

### Ministro de Aeronáutica
Tras el golpe de Estado de 27 de octubre de 1948, pasó a integrar la Junta Militar de Gobierno presidida por el general Manuel A. Odría, en calidad de ministro de Aeronáutica, juramentando el 1 de noviembre.
El 28 de julio de 1950, al inaugurarse el gobierno constitucional de Manuel Odría, juramentó nuevamente como ministro de Aeronáutica, formando parte del gabinete ministerial presidido por el general Zenón Noriega. Se mantuvo en el cargo hasta el 25 de julio de 1951.

## Condecoraciones
- Cruz de Aviación de Primera Clase[1]
- Medalla de los Centenarios de la Independencia (1921) y Batalla de Ayacucho (1924).[1]